# リトルコロラド川

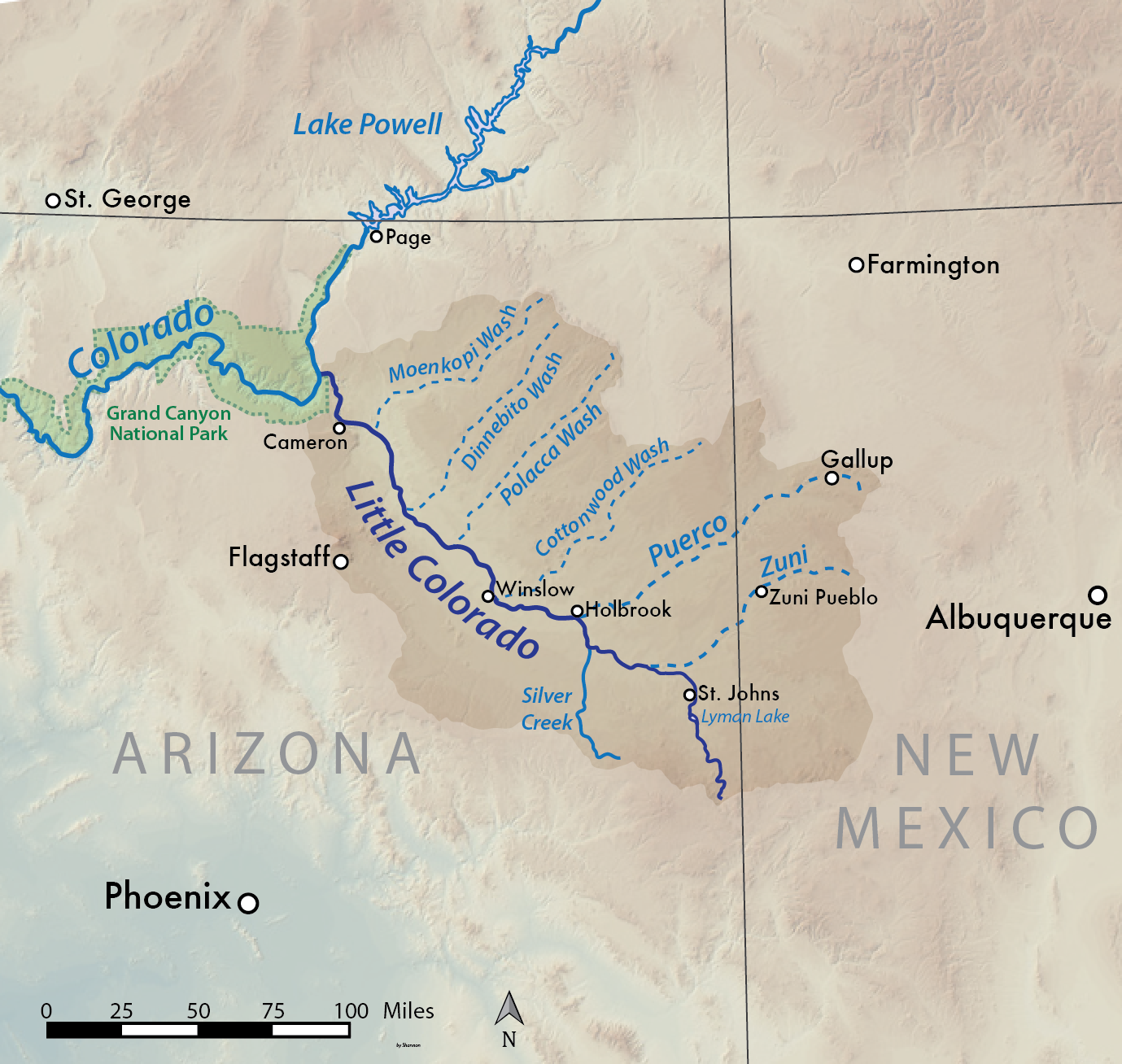
リトルコロラド川の流域

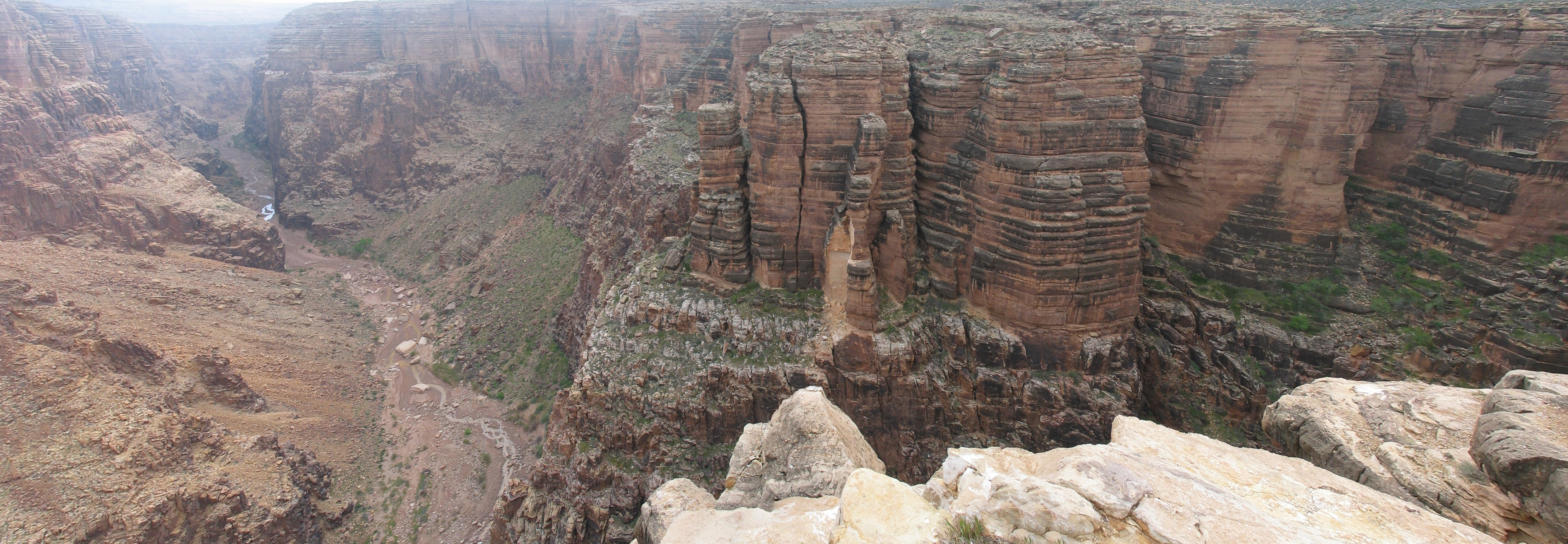
グランドキャニオン国立公園付近

リトルコロラド川（リトルコロラドがわ、英語: Little Colorado River）は、アメリカ合衆国アリゾナ州を流れるコロラド川水系の全長約507kmの河川である。この川はペインテッド砂漠からの主要な水の流出先である。
アリゾナ州東部アパッチ郡南東部に発し、北西に深い峡谷が続く場所を抜け、セントジョンズ、ホルブルック、ウィンスローを流れる。グランドキャニオンのフラグスタッフの北約113kmでコロラド川に合流する。
川には灌漑のためのダムがある。

## 支流
- ズーニー川